# Vukadin Milunovic
Vukadin Milunovic (5 de Setembro de 1979, Sérvia) é um futebolista sérvio que joga como atacante atualmente pelo Bylis Ballsh da Albânia .